# Cycloptiloides chatanayi
Cycloptiloides chatanayi är en insektsart som beskrevs av Lucien Chopard 1917. Cycloptiloides chatanayi ingår i släktet Cycloptiloides och familjen Mogoplistidae. Inga underarter finns listade i Catalogue of Life.